# Stanley Allotey
Stanley Fabian Allotey (ur. 14 listopada 1942 w Akrze) – ghański lekkoatleta, sprinter, dwukrotny mistrz igrzysk Imperium Brytyjskiego i Wspólnoty Brytyjskiej w 1966.
Startował na igrzyskach olimpijskich w 1964 w Tokio, gdzie odpadł w ćwierćfinale biegu na 100 metrów i półfinale sztafety 4 × 100 metrów.
W 1965 roku wywalczył brązowy medal igrzysk afrykańskich w konkurencji biegu sztafet 4 × 100 m.
Swój największy triumf odniósł podczas igrzysk Imperium Brytyjskiego i Wspólnoty Brytyjskiej w 1966 w Kingston, gdzie zdobył złote medale w biegu na 220 jardów (przed Edwinem Robertsem z Trynidadu i Tobago oraz Davidem Ejoke z Nigerii) oraz w sztafecie 4 × 110 jardów (sztafeta Ghany biegła w składzie: Bonner Mends, Ebenezer Addy, James Addy i Allotey), a także zajął 6. miejsce w biegu na 100 jardów. W obu zwycięskich konkurencjach Allotey ustanowił rekordy igrzysk. 
Rekordy życiowe Allotteya:
- bieg na 100 jardów – 9,4 s (29 marca 1969, Claremont)
- bieg na 200 metrów – 20,4 s (28 marca 1970, Los Angeles)